# 旋梯卷管螺
旋梯卷管螺（学名：Thatcheria mirabilis），是新腹足目卷管螺科Thatcheria属的一种。主要分布于中国大陆、台湾，常栖息在泥沙质海底、潮下带。